# Pincettfiskar
Pincettfiskar (Forcipiger) är ett släkte i familjen fjärilsfiskar. De förekommer i Röda havet, Indiska oceanen och i Stilla havet. De lever av små kräftdjur och polyper av koralldjur som de plockar med sin pincett-liknande mun, samt rörmaskar. Släktet består av två arter som båda har snarlik teckning: de har en gul grundfärg som täcker nästan hela kroppen. Den övre delen av huvudet är mörkbrunt tecknad, medan den nedre delen och strupen är grå med silverstänk. De förekommer sällan i stim, utan lever oftast i par. Båda arterna är populära bland saltvattensakvarister.

## Arter
- Gul pincettfisk, Forcipiger flavissimus, Jordan & McGregor, 1898
- Forcipiger longirostris, Broussonet, 1782

## Källor

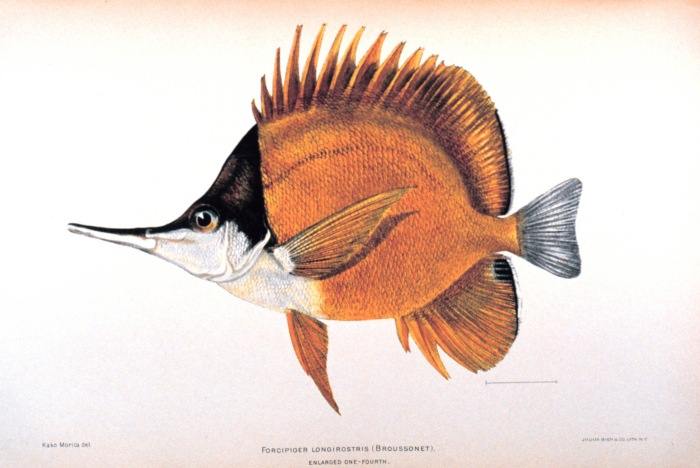
Forcipiger longirostris